# Puentes de Fierro
Puentes de Fierro är en ort i Mexiko.   Den ligger i kommunen Mazatepec och delstaten Morelos, i den sydöstra delen av landet, 80 km söder om huvudstaden Mexico City. Puentes de Fierro ligger 972 meter över havet och antalet invånare är 121.
Terrängen runt Puentes de Fierro är kuperad åt nordväst, men åt sydost är den platt. Puentes de Fierro ligger nere i en dal. Runt Puentes de Fierro är det ganska tätbefolkat, med 129 invånare per kvadratkilometer. Närmaste större samhälle är Temixco, 19,6 km nordost om Puentes de Fierro. I omgivningarna runt Puentes de Fierro växer huvudsakligen savannskog.